# Galeoglossum thysanochilum
Galeoglossum thysanochilum är en orkidéart som först beskrevs av Benjamin Lincoln Robinson och Jesse More Greenman, och fick sitt nu gällande namn av Gerardo A. Salazar. Galeoglossum thysanochilum ingår i släktet Galeoglossum och familjen orkidéer. Inga underarter finns listade i Catalogue of Life.